# アルバイト
| 雇用形態                           | 万人  |
| ---------------------------------- | ----- |
| 役員                               | 335   |
| 期間の定めのない労働契約           | 3,728 |
| 1年以上の有期契約                  | 451   |
| 1か月～1年未満の有期契約（臨時雇） | 763   |
| 1か月未満の有期契約（日雇い）      | 15    |
| 期間がわからない                   | 239   |

アルバイト（「労働」「仕事」を意味するドイツ語: Arbeit に由来する外来語）は、期間の定めのある労働契約（有期労働契約）に基づき、企業・公的機関などによって雇用される従業員または労働者を指す、日本や韓国における俗称である。略称としてバイトとも呼ばれるほか、アルバイト形態で働く人を指す和製造語として「アルバイター」「フリーアルバイター（フリーター）」が派生した。
非正規雇用の雇用形態の一種とされているが、正規雇用（期間の定めのない労働契約）としてのアルバイト社員とする企業もある。
「アルバイト」と「契約社員」の区別は慣習的なものであり、企業がそのように勝手に呼称を使い分けているだけに過ぎず、同一同格の労働者である（「パートタイム（非常勤）」と「アルバイト」の区分についても同様）。
労働法的にはあくまで双方とも労働者であり、単に労働時間や契約期間が異なるに過ぎない。労働力調査においては勤め先での呼称にて集計されている。
アルバイトであっても、年次有給休暇を始めとする労働者としての権利の行使、会社が正社員に提供する福利厚生などの対象になる。
なお日本の健康保険法においては2か月以内、雇用保険法においては1か月以内の有期労働契約は、日雇いに区分される。

## 語源・日本語以外の表現
「アルバイト」という語は、ドイツ語で「仕事」を意味する名詞の「Arbeit」に由来する（日本語の仕事と同様にarbeitも労働や物理学的な意味の仕事など意味は多岐にわたる）。日本では明治時代に学生の間で使われていた隠語が一般に誤って広まった。ドイツ語で、日本語でいうアルバイトに近い表現としては、英語からの外来語で「ジョプ（Job [dʒɔp]）」がある。こうした経緯もあり、日本では学業を本務とする者がその傍らに労働をする場合に「アルバイト」の語を用いる例が多い。
英語では、アルバイトは「パート・タイマー（part-timer）」、アルバイトの仕事は「パート・タイム・ジョブ（part-time job）」や「サイド・ジョブ（side job）」などという。夜にアルバイトすることを動詞で「ムーンライト（moonlight）」、夜のアルバイトを名詞で「ムーンライティング（moonlighting）」という英語の表現もある。
日本国外にもフルタイムの雇用とパートタイムの雇用、期限の定めのある雇用（非正規雇用）と期限の定めのない雇用（正規雇用）といった区別はあるが、それらを指して「アルバイト」という呼称が用いられることはほとんどない。韓国では、日本と同様の意味で「아르바이트」（アルバイトゥ）やその略称の「아르바」「알바」（アルバ）を用いる。

## 統計

### 日本
勤務時間は、年間の就業日数が増えるほど、勤務時間も増える傾向にあるが、正社員よりは少ない。